# Bernhard Adelung
Bernhard Adelung (Brema, 30 novembre 1876 – Darmstadt, 24 febbraio 1943) è stato un politico tedesco, membro dell'SPD e presidente dello Stato popolare dell'Assia dal 1928 fino al 1933.

## Biografia
Adelung nacque nel 1876 ed era il figlio dell'impiegato ferroviario Johann Adelung e della moglie Wilhelmine Manfeld. Nel 1903 sposò Johanna Groß, figlia del regista Franz Groß.
Bernhard Adelung era un tipografo. Nel 1897 entrò a far parte dell'SPD, il partito socialdemocratico di Germania. Nel 1902 divenne direttore del giornale Mainzer Volkszeitung e solo un anno dopo fu condannato a tre mesi di prigione per lesa maestà.
Il 1º dicembre 1903 fu eletto al parlamento del granducato di Assia per il collegio elettorale della città di Magonza II. A partire dal 1911 rappresentò in parlamento il collegio elettorale Starkenburg 17 Bieber/Mühlheim. Nel 1915 fu chiamato alle armi nell'esercito tedesco e combatté nella prima guerra mondiale. Con il crollo dell'Impero tedesco, i possedimenti del granducato d'Assia passarono nel 1919 allo Stato popolare d'Assia. Adelung fece comunque parte del nuovo parlamento fino al 1933, quando fu abolito dal regime nazista. Nel 1918 fu presidente del Consiglio dei lavoratori e dei soldati a Magonza. Dal 1920 al 1928, Adelung fu deputato a Magonza con il titolo ufficiale di sindaco, anche se entrò ripetutamente in conflitto con la potenza occupante francese e fu esiliato per due volte a Darmstadt città non occupata del paese.

### Presidente d'Assia
Il 14 febbraio 1928, Adelung fu eletto presidente dello Stato popolare dell'Assia, succedendo al suo mentore Carl Ulrich. Il suo governo, composto da una coalizione dell'SPD, Centro e DDP, e anche con Wilhelm Leuschner come ministro dell'interno, si dimise l'8 Dicembre 1931 in seguito alle elezioni statali del novembre dello stesso anno e a causa di una massiccia perdita di voti. Tuttavia, poiché non si trovò una maggioranza alternativa per la formazione di un nuovo governo, Adelung e i suoi ministri rimasero in carica per altri 15 mesi. Dopo la vittoria alle elezioni del Reichstag del 1933, il partito nazionalsocialista chiese insistentemente la partecipazione dei propri esponenti nel governo di Adelung. Otto giorni dopo, però, il 13 marzo, il politico nazista Ferdinand Werner fu eletto presidente d'Assia al posto di Adelung grazie ai voti del partito nazista e del partito di centro.
Dopo che i nazisti rimossero nella primavera del 1933 gli esponenti politici contrari o non in linea con le loro idee dagli incarichi statali, come parte della Machtergreifung, Adelung si ritirò dalla vita pubblica e visse una vita apprtata.
Morì di aterosclerosi il 24 febbraio 1943 e fu sepolto nel cimitero principale di Magonza.
Le sue memorie Sein und Werden –Vom Buchdrucker in Bremen zum Staatspräsidenten in Hessen furono pubblicate a Offenbach nel 1952, a cura di Karl Friedrich.

## Riconoscimenti
La scuola Bernhard Adelung e una strada a Darmstadt prendono il nome da Bernhard Adelung. A lui è intitolata anche una strada ad Adelung, nella quartiere Oberstadt di Magonza.
Nel comune di Messel, vicino a Darmstadt, una strada porta il nome di Adelung.